# Frank Schaffer
Frank Schaffer (* 23. října 1958 Stalinstadt) je bývalý východoněmecký atlet, jehož specializací byl běh na 400 metrů.
Své největší úspěchy zaznamenal v roce 1980 na letních olympijských hrách v Moskvě, kde vybojoval na hladké čtvrtce bronzovou medaili. Ve finále si vytvořil časem 44,87 s nový osobní rekord. O tři setiny byl rychlejší Australan Rick Mitchell a zlato získal Viktor Markin ze Sovětského svazu v čase 44,60 s. Druhou medaili, stříbrné hodnoty poté získal ve štafetě na 4×400 metrů, na které se dále podíleli Klaus Thiele, Andreas Knebel a Volker Beck.